# C’Mon People
C’Mon People (englisch für „Kommt schon Leute“) ist ein Lied des britischen Musikers Paul McCartney, das 1993 als Single A-Seite veröffentlicht wurde. Komponiert wurde es von Paul McCartney.

## Hintergrund

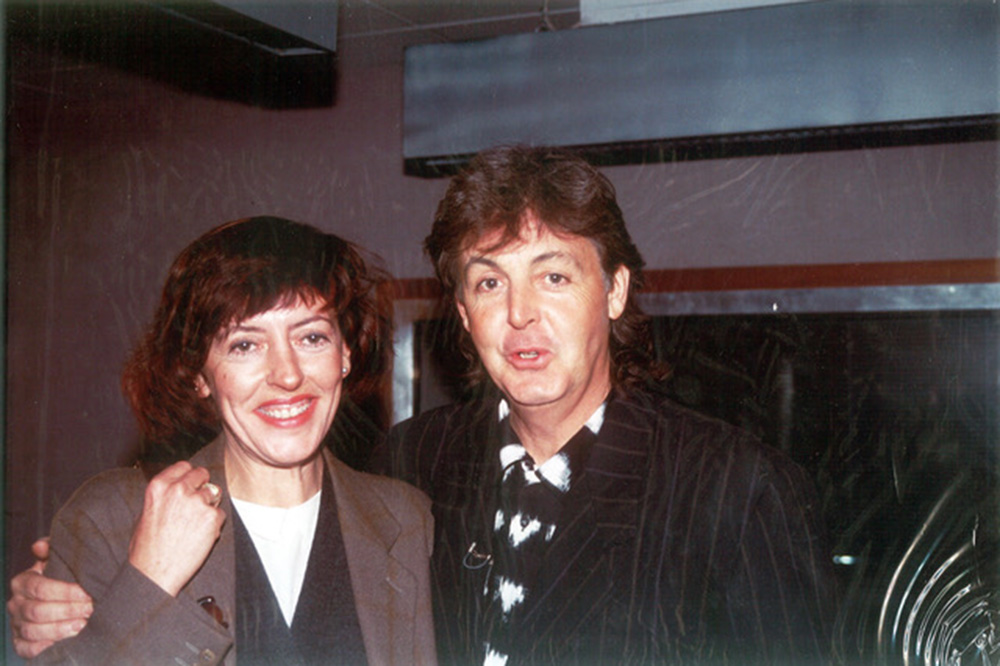
Paul McCartney während eines Interviews im September 1993

Paul McCartney schrieb in der Frühjahrsausgabe 1993 von Club Sandwich über die Entstehung von C’Mon People: „Ich war im Urlaub auf Jamaika. Ich liebe die Leute dort, es ist sehr entspannt und ich fühle mich sehr musikalisch, wenn ich dort bin, also versuche ich immer, mir ein Klavier oder etwas anderes zu besorgen, falls ich schreiben möchte. Oft sitze ich nachmittags herum und schaue, ob ich Lust habe, einen Song zu schreiben, und eines Tages fing ich einfach an, an diesem kleinen Riff zu arbeiten und "C'Mon People" kam heraus. Ich betrachte es als sehr sechziger, ein bisschen Beatley. Früher habe ich mich gegen alle Beatles-Einflüsse gewehrt, weil ich dachte, dass ich diesen Teil in meiner Karriere gemacht habe und dass ich jetzt vielleicht etwas ganz anderes machen sollte, aber das bedeutet, dass ich einige Sachen verleugne, die sehr gut sein könnten.“
C’Mon People war die zweite Singleauskopplung aus dem Album Off the Ground, sie erreichte Platz 41 in Deutschland und Platz 41 in Großbritannien in den jeweiligen Charts. In den USA war es die dritte Singleauskopplung und konnte sich nicht in den Charts platzieren.
Für das Lied C’Mon People wurde ein Musikvideo unter der Regie von Kevin Godley produziert. Das Video wurde vom 16. bis zum 18. Dezember 1992 in den Bray Film Studios gedreht zuzüglich fünf Tage Effektdreh im Januar 1993. Das Video zeigt McCartney, wie er den Song auf einem Flügel spielt, während Arbeiter ihn um ihn herum zerlegten und wieder aufbauen.
Während der Aufnahmen des Albums wurde im Studio ein 27-minütiger Film mit dem Titel Movin' On gedreht. Es wurde erstmals am 18. April 1993 in Großbritannien auf Channel 4 ausgestrahlt und enthielt auch Aufnahmen von der Entstehung von Videos zu den Songs Off the Ground und C'mon People.
C’Mon People wurde 1993 während McCartneys New World Tour gespielt. Eine Aufnahme des Liedes, aufgenommen am 31. Mai 1993 im Arrowhead Stadium in Kansas City während der Tour, ist auf dem Album Paul Is Live zu hören.

## Aufnahme

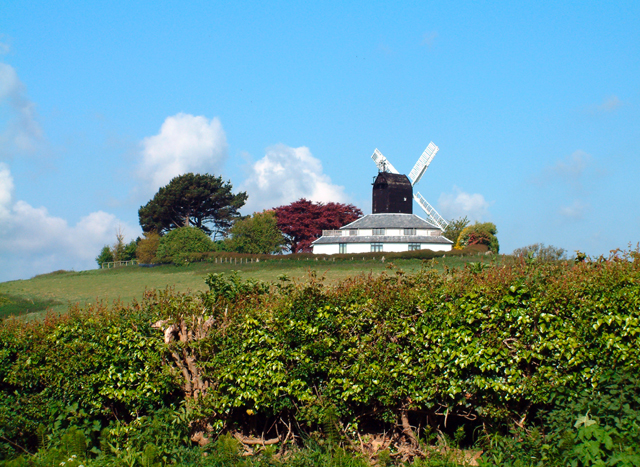
Im Hogg Hill Mill Studio wurden die überwiegenden Aufnahmen eingespielt

Die Aufnahmesessions für C’Mon People fanden zwischen Dezember 1991 und Juli 1992 in McCartneys eigenem Hogg Hill Mill Studio in Sussex statt, wobei Julian Mendelsohn und Paul McCartney als Produzenten fungierten. Bob Kraushaar und Julian Mendelsohn waren die Toningenieure der Aufnahmen. Orchester Overdubs wurden am 30. Juni 1992 in den Abbey Road Studios mit George Martin als Orchesterleiter eingespielt. Die Abmischung des Liedes fand im September/Oktober, ebenfalls im Hogg Hill Mill Studio, statt.
Paul McCartney sagte 1993 über Zusammenarbeit mit George Martin: „Es war einer der wenigen Songs auf dem Album, der sich anfühlte, als könnte er ein Orchester vertragen. Also rief ich George Martin an und er war sehr lieb. Er sagte: 'Bist du sicher, dass du mich haben willst?', weil er jetzt fast versucht, in Rente zu gehen, und ich sagte: 'Natürlich will ich dich haben! Es wäre brillant. Wir werden so arbeiten, wie wir es immer getan haben – wir setzen uns zusammen und entscheiden, was zu tun ist, dann schreibst und dirigierst du es.' Also haben wir genau das getan und die Session in der Abbey Road abgehalten. Er stieg auf das Podium und dirigierte wie ein junger Mann, er legte seinen ganzen Geist hinein. Und es war wunderschön – nach der Hälfte der Session beugte er sich einfach zu mir rüber und sagte: 'Super Song, Paul'. Das ist in der Tat ein Lob.“
Besetzung:
- Paul McCartney: Gesang, E-Gitarre, Klavier, Celesta, Pfeifen mit Mund
- Linda McCartney: Moog-Synthesizer, Hintergrundgesang
- Hamish Stuart: Bassgitarre, Hintergrundgesang
- Robbie McIntosh: Akustische Gitarre, E-Gitarre
- Paul 'Wix' Wickens: Synthesizer, Congas
- Blair Cunningham: Schlagzeug, Congas
- George Martin: Arrangement, Orchesterleiter
- Irvine Arditti, Alan Brind, Benedict Craft, Miranda Fulleylove, Roger Garland, Roy Gillard, Pauline Lowbury, Rita Manning, David Ogden, Bernard Partridge, Jonathan Rees, Michael Rennie, Celia Sheen, Galina Solodchin, Barry Wilde, Donald Weekes, Jeremy Williams, David Woodcock: Violine
- Roger Chase, Ken Essex, Andrew Parker, George Robertson, Graeme Scott, John Underwood: Bratsche
- Robert Bailey, Paul Kegg, Ben Kennard, Anthony Pleeth, Roger Smith, Jonathan Williams: Violoncello
- Paul Cullington, Chris Laurence: Kontrabass
- Skaila Kanga: Harfe
- Nicholas Busch, Frank Lloyd: Horn
- Josephine Lively, Richard Morgan: Oboe
- Martin Parry, Jane Pickles: Flöte
- Guy Barker, Derek Watkins: Trompete
- Terence Emery, Tristan Fry: Schlagzeug

## Coverversionen
Es gibt keine Coverversion von C’Mon People.

## Veröffentlichung
- Am 1. Februar 1993 erschien das Album Off the Ground, auf dem sich C’Mon People befindet.
- Als reguläre zweite Single erschien am 22. Februar 1993 in Europa C’Mon People / I Can’t Imagine, die B-Seite wurde während der Sessions zum Album Off the Ground aufgenommen.[4] Die 5″-CD-Single beinhaltet folgende Lieder: C’mon People / I Can’t Imagine / Keep Coming Back to Love / Down to the River.[5] In Großbritannien erschien noch eine weitere 5″-CD-Single: C’Mon People / Deliverance / Deliverance (Dub Mix).[6] In den USA wurde am 20. Juli 1993 die 5″-CD-Single C’Mon People / I Can’t Imagine / Keep Coming Back to Love / Down to the River veröffentlicht[7] und war dort die dritte Single, in den USA erschien als zweite Single Off the Ground. Am 27. Juli 1993 wurde in den USA die 7″-Vinyl-Single C’mon People / Down to the River auf weißem Vinyl veröffentlicht.[8] In den USA wurden 5″-CD-Promotionsingles mit dem Lied C’Mon People hergestellt.[9]
- Am 15. November 1993 erschien das Album Paul Is Live, auf dem sich eine Liveversion von C’Mon People befindet.
- Am 2. Dezember 2022 wurde die Singlebox The 7″ Singles Box veröffentlicht, die auch C’Mon People enthält.